# Фрезформувальний спосіб видобутку торфу
Фрезформувальний спосіб видобутку торфу – видобуток грудкового торфу його екскавацією з похилої щілини, утвореної в торфовому покладі дисковою фрезою добувної машини. Дозволяє сумістити в одній машині дек. операцій: виїмку торфу з покладу, його переробку, формування і вистилання на полі для просушування. Завдяки застосуванню дискової фрези при виїмці торфу переробляються деревні залишки, що є перешкодою при формуванні і переробці торфу. Ф.с.в.т. здійснюється на покладах верхового і перехідного типів при ступені розкладання торфу понад 15% і експлуатац. вологості шару 77-84%. При Ф.с.в.т. торфова крихта, пресується і потім вистилається на полі у вигляді цеглин. Збір висушеного торфу виконується прибиральною машиною, яка закидає його на приймальний конвеєр, потім на скребковий елеватор і в штабель. Переваги способу: зниження вологості торфу, скорочення термінів сушки, можливість зменшення числа технол. Операцій, поліпшення якості торфового палива, зниження його собівартості. Недолік – збільшення крихкості торфової продукції. 